# 山岡莊八

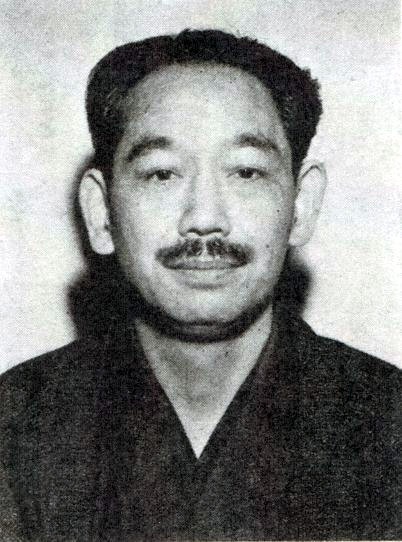
山岡莊八

山岡莊八（1907年1月11日—1978年9月30日），日本小說家。其作品主要是以歷史小説為主。本名是山內 庄藏（結婚後改姓藤野）。

## 生平
出生於新潟縣北魚沼郡小出町（現魚沼市）。在1938年以「約束」一文投稿「週日毎日大眾文藝」入選。加入了由長谷川伸所主辦、以創造新文學為目標的「新鷹會」。第二次世界大戰成為隨軍作家。
戰後，以其暢銷長篇歷史連載小說《德川家康》成為著名作家。此作品自1950年動筆，到1967年完成全書。也因這部長篇歷史小說作品，先後獲得第二回吉川英治文學賞、第二回長谷川伸獎，並獲頒從四位勳二等瑞寶章敘勳。《德川家康》總銷售量超過三千萬部。
作品中偶有不實的歷史謠言，譬如德川家康曾於三方原之戰中狼狽逃走、甚至失禁，進而畫下畫像自我警惕，則純屬虛構。

## 作品
- 《源賴朝》
- 《日蓮》
- 《新太平記》
- 《織田信長》
- 《豐臣秀吉（異本太閤記）》
- 《德川家康》
- 《毛利元就》
- 《伊達政宗》
- 《山田長政》
- 《柳生石舟齋（柳生一族）》
- 《柳生宗矩（春の坂道）》
- 《德川家光》
- 《水戸光圀》
- 《千葉周作》
- 《吉田松陰》
- 《坂本龍馬》
- 《高杉晉作》
- 《德川慶喜》
- 《明治天皇》
- 《小説太平洋戰爭》

## 電視戲劇作品
- 春之坂道
- 德川家康（1983年NHK大河劇）
- 獨眼龍政宗（1987年NHK大河劇）

## 漫畫化的作品
- 橫山光輝將《德川家康》等山岡莊八的歷史小説自昭和57年(1982年)開始於講談社刊載漫畫化的作品而深受好評。
- 《德川家康》
- 《織田信長》
- 《豐臣秀吉（異本太閤記）》
- 《伊達政宗》